# Фощеватово
Фощеватово — село в Волоконовском районе Белгородской области России. Административный центр Фощеватовского сельского поселения.

## География
Село расположено в юго-восточной части Белгородской области, на истоке реки Сенной (бассейн Оскола), в 12,1 км по прямой к востоко-юго-востоку от районного центра Волоконовки. В Белгородской области имеются населённые пункты со схожими названиями: село Фощеватое — в Корочанском районе, хутор Фощеватый — в Красногвардейском.

## История

### Происхождение названия
Первое упоминание о селе Фощеватово относится к концу XVII века, а свое название оно получило от трудноискоренимых зарослей травы – хвоща.

### Исторический очерк
В 1668—1671 годах был построен еще один город Белгородской оборонительной черты — Полатов (ныне село Палатово соседнего Красногвардейского района).
К 1696 году «от Полатова отпочковалось Фощеватое, которое первоначально называлось Копаево». В том же 1696 году в Фощеватове воздвигнута церковь (разрушена в 1947 году).
В Петровскую эпоху в окрестностях Фощеватого рубили дубравы на постройку кораблей.
В 1859 году — Бирюченского уезда «село казенное Фощеватое (Копаево) при вершине речки безымянной», «по правую сторону большого почтового тракта из города Бирюча на город Валуйки» — 132 двора, церковь.
С июля 1928 года село Фощеватово в Волоконовском районе — центр Фощеватовского сельсовета: «с. Фащеватово (Копаево)», деревни Ново-Пузино, Ново-Сельское, Подлес и Старо-Пузино, поселок Орлиный.
В 1929 году в Фощеватовском сельсовете создали пять колхозов: «Ленинская сельхозартель» — в Копаево, «Красный борец» — в Подлесе, «Революционный путь» — в Старо-Пузине, «Социалистический путь» — в Ново-Пузине, «Красный доброволец» — в Новосельском.
В 1950 году «Ленинскую сельхозартель» «укрупнили», присоединив к ней колхозы «Красный борец» и «Красный доброволец», в 1955 году все фощеватовские хозяйства объединили в один колхоз «Ленинская сельхозартель».
В 1992 году фощеватовский колхоз преобразовали в АОЗТ «Заря».
В 1997 году село Фощеватово в Волоконовском районе — центр Фощеватовского сельского округа, в который входил еще хутор Орлиное.
В 2010 году село Фощеватово — центр Фощеватовского сельского поселения (куда входят собственно село и хутор) Волоконовского района.

## Население
В 1859 году в селе 960 жителей (483 мужчины, 477 женщин).
На 1 января 1932 года в Фощеватом — 1587 жителей.
По сведениям переписей населения в селе Фощеватове на 17 января 1979 года — 2001 житель, на 12 января 1989 года — 1640 (721 мужчина, 919 женщин), на 1 января 1994 года — 702 хозяйства и 1705 жителей.
В 1979 году в Фощеватове 626 подворий, 1656 жителей.
В 1999 году в Фощеватове — 1615 жителей, в 2001 году — 1509.
| 1859 | 1897  | 2002  | 2010  |
| ---- | ----- | ----- | ----- |
| 960  | ↗1088 | ↗1344 | ↘1225 |

## Инфраструктура
По состоянию на 1995 год в селе Фощеватове имелись: АОЗТ «Заря» (производство зерновых), участковая больница, Дом культуры, библиотеки №16 и №22, средняя школа.

## Культурное наследие
- Всё Приосколье находится в зоне чересполосного русско-украинского заселения, при этом Фощеватово создавалось как русское село. Русская и украинская традиции в целом достаточно обособлены, но в то же время украинский субстрат проявляется в традиционной одежде русских: в крое и декорировании рубах, в отсутствии домотканой поневы, в ношении жилетки[2].
- В селе до начала XXI века бытовала уникальная традиция двухорного пения, не встречающаяся больше нигде на территории современной России[2]. В 1967 году был создан и дал первый концерт в родном селе народный хор «Фощеватое», его организаторами были М. С. Скуридина и завклубом С. Е. Ходырев. В 1973 году во всесоюзном журнале «Музыкальная жизнь» появилась статья профессора Московской консерватории А. В. Рудневой, которая отмечала большое своеобразие музыкальной формы песен Фощеватовского хора и высоко оценивала «выступления фощеватовцев перед музыкальной общественностью столицы». В 1989 году издательство «Советский композитор» выпустило книгу известного музыковеда В. М. Щурова «Песельники из села Фощеватова», в которой «дана высокая оценка народного хора» села[3].